# Йоахим Бадені
Йоахим Бадені OP, властиво Казимир Станіслав граф Бадені гурбу Боньча (пол. Joachim Kazimierz Stanisław Badeni; 14 жовтня 1912, Брюссель, Бельгія — 11 березня 2010, Краків, Польща) — монах-домініканець, римо-католицький пресвітер, містик, душпастир, реколекціоніст, публіцист, релігійний філософ і науковець, граф, шляхтич гербу Бонча, останній дідич Буська, кавалер Командорського хреста Ордену Відродження Польщі (2010).

## Біографія
Народився у сім'ї дипломата, радника австрійського посольства у Бельгії Людвіка Бадені (1873-1916) та шведки за національністю Аліції Бадені (Ancarcrona) (1889-1985). Ім'я отримав на честь свого діда — Казимира Фелікса Бадені. У 1914 р. сім'я переїхала до Швейцарії, а згодом до Відня. Після раптової смерті Людвіка Бадені Аліція з сином переїздить на постійне місце проживання до родинного маєтку у Буську. 8 листопада 1920 р. Аліція Бадені повторно виходить заміж за архикнязя Кароля-Ольбрахта Габсбурга Лотаринзького з Живця, від якого народила трьох дітей: Кароля Стефана (1921), Марію Кристину (1923) і Ренату Марію (1931). У 1930 р. Казимир Станіслав склав іспит зрілості у Державній гімназії ім. Н.Коперніка у Живці. У 1937 р. закінчив навчання на юридичному факультеті Ягеллонського університету. На початку II Світової війни (1939) перебував у Румунії. Через Югославію і Грецію дістався Марселя (Франція), де записався добровольцем у 3-ій стрілецький корпус польського військового табору у Бретані. Згодом перейшов на службу до польської військово-гірської бригади Підгаланських стрільців. Воював у Норвегії, Франції та Марокко. Був секретарем польської місії у Гібралтарі. Від початку 1943 р. працював при штабі генерала Владислава Сікорського у Англії.

## Духовна кар'єра
У липні 1943 р. під впливом філософа-домініканця Йозефа-Марії Бохенського відчув поклик до релігійної праці і вступив до духовної семінарії у Англії. У липні 1944 став послушником ордену домініканців, а у серпні 1945 р. постригся у ченці під іменем Йоахима. З 1947 р. проживав у Польщі, де завершив теологічні студії У 1950 прийняв висвячення із рук єпископа Станіслава Роспонда. Був академічним душпастирем у Познані (1957—1975), Вроцлаві (1975—1976), Кракові (1977—1988); співтворцем краківського домініканського академічного душпастирства «Beczka» та духовним опікуном релігійного «Руху Віднови у Духові Святому». У релігійному середовищі о. Йоахима вважали за містика і навіть пророка, відомі випадки чудотворного оздоровлення слабих та немічних за його участі.

## Творчість
На початку 2000-х рр. видав низку біографічних та релігійних книг і трактатів, жодну з яких не написав власноруч. Усі книги надиктовував усно переписувачам:
- Boskie oko, czyli po co człowiekowi religia — Боже проведіння, або Навіщо людині релігія (2003);
- Autobiografia. Z ojcem Joachimem Badenim rozmawiają Artur Sporniak i Jan Strzałka — Автобіографія. З о. Йоахимом Бадені розмовляють Артур Спорняк та Ян Стшалка (2004);
- Kobieta i mężczyzna — Boska miłość — Жінка і чоловік: Милість Божа (2007);
- Śmierć? Każdemu polecam — Смерть? Не рекомендую нікому (2007);
- Sekrety mnichów czyli sprawdzone przepisy na szczęśliwe życie — Таємниці ченців, або Перевірені рецепти для щасливого життя (2007);
- O kapłaństwie, celibacie i małżeństwie z rozsądku — Про святенництво, безшлюбність і шлюб з розрахунку (2009);
- … żywot wieczny. Amen. O tym, co czeka nas po śmierci — Вічне життя. Амінь. Про те, що чекає нас по смерті (2009);
- w koniec świata! Współczesne proroctwo o powtórnym przyjściu Chrystusa — Увіруйте у кінець світу. Пророцтво про повторний прихід Христа (2010).

Помер у краківському монастирі отців домініканців, похований на кладовищі Кракова.